# براد (حلب)
براد قرية سوريّة أثرية تعتبر جزءًا من المدن المنسية، تعني براد في اللغة السريانية البرد. عدد سكان براد حوالي خمسمائة نسمة وهم من الأكراد المسلمين، تقع على بعد أربعين كيلومترًا شمالي مدينة حلب وتتبع محافظة حلب من الناحية الإدارية.
كان القرية بلدة مزدهرة في الماضي خصوصًا في العهد البيزنطي، وعادت واكتسبت أهمية منذ عام 2004 حين ثبتت أبرشية حلب المارونية، وجود ضريح مار مارون شفيع الكنيسة المارونية فيها، ودعت إلى اعتبارها مكان حج.
تعرف براد في النصوص اليونانية باسم «كفرو برادا» وهي تبعد 6 كم عن جبل سمعان.

## التاريخ
بحسب ما يذكر المؤرخ الروسي جورج تشالنكو، فإن تاريخ نشوء البلدة يعود للقرن الثاني حول هيكل وثني، وتطورت البلدة مع بداية القرن الثالث، إذ تدل المكتشفات الأثرية عن بناء فندق فيها، وخلال الفترة نفسها بني حي للأثرياء مؤلف من فيلات سكنبية محاطة بحدائق، وكذلك اكتشف لما يعود لفترة القرن الثالث ضريح ضخم مربع الأضلاع وحمامات رومانية هي الأقدم في المنطقة.
توسع البلدة تتالى نحو الغرب، وظهرت بها عدد من البيوت الحادية، والحوانيت الحرفية، ومعاصر للزيت ومزارع حيوانية، كذلك نشأ حي تجاري إلى جنوب البلدة، وإلى أقصى شمالها عثر على مقر للحاكم البيزنطي لجبل سمعان بني سنة 496، كما تدل الكتابة اليونانية فيه، وانطلاقًا من القرنين الخامس والسادس غدت براد مركزًا تجاريًا ومسيحيًا هامًا: فإلى جانب الآثار التجارية والمدنية عثر على أرضها على ثلاث كنائس وديران كبيران.
ومنذ القرن السابع هجرها سكانها تدريجيًا، خلال الحروب بين الإمبراطورية الفارسية والإمبراطورية البيزنطية على بلاد الشام ومن ثم نتيجة وقوعها على الحدود بين الدولة الأموية والإمبراطورية البيزنطية، وفقدت أخبارها منذ ذلك الوقت، وربما ساهم انعدام أهميتها باحتفاظها بقسط وافر من الآثار التي تعود للحقبة البيزنطية بهيئة سليمة. سمّمى المؤرخ الروسي جورج تشالنكو براد والمنطقة المحيطة بها «المدن الميتة» وسماها عدد آخر من الباحثين «المدن المنسية»، عادت براد واكتسبت أهمية خاصة منذ عام 2002 حين بدأت عمليات التنقيب فيها برعاية غسان الشامي ومن ثم تولى الأمر وفد من الولايات المتحدة الإمريكية، كذلك فقد تبنت أبرشية حلب المارونية وجامعة الروح القدس في الكسليك في لبنان ووزارة السياحة في سوريا العمليات، ومن ثم ثبتت أبرشية حلب المارونية في 30 يونيو 2004، وجود ضريح القديس مارون الأول فيها وأعلنتها منطقة حج للكنيسة المارونية، في عام 2010 وبداعي ذكرى ألف وستمائة عام على وفاة مار مارون نقل قسم من ذخيره القديس مارون مجددًا إلى براد.

## الواقع

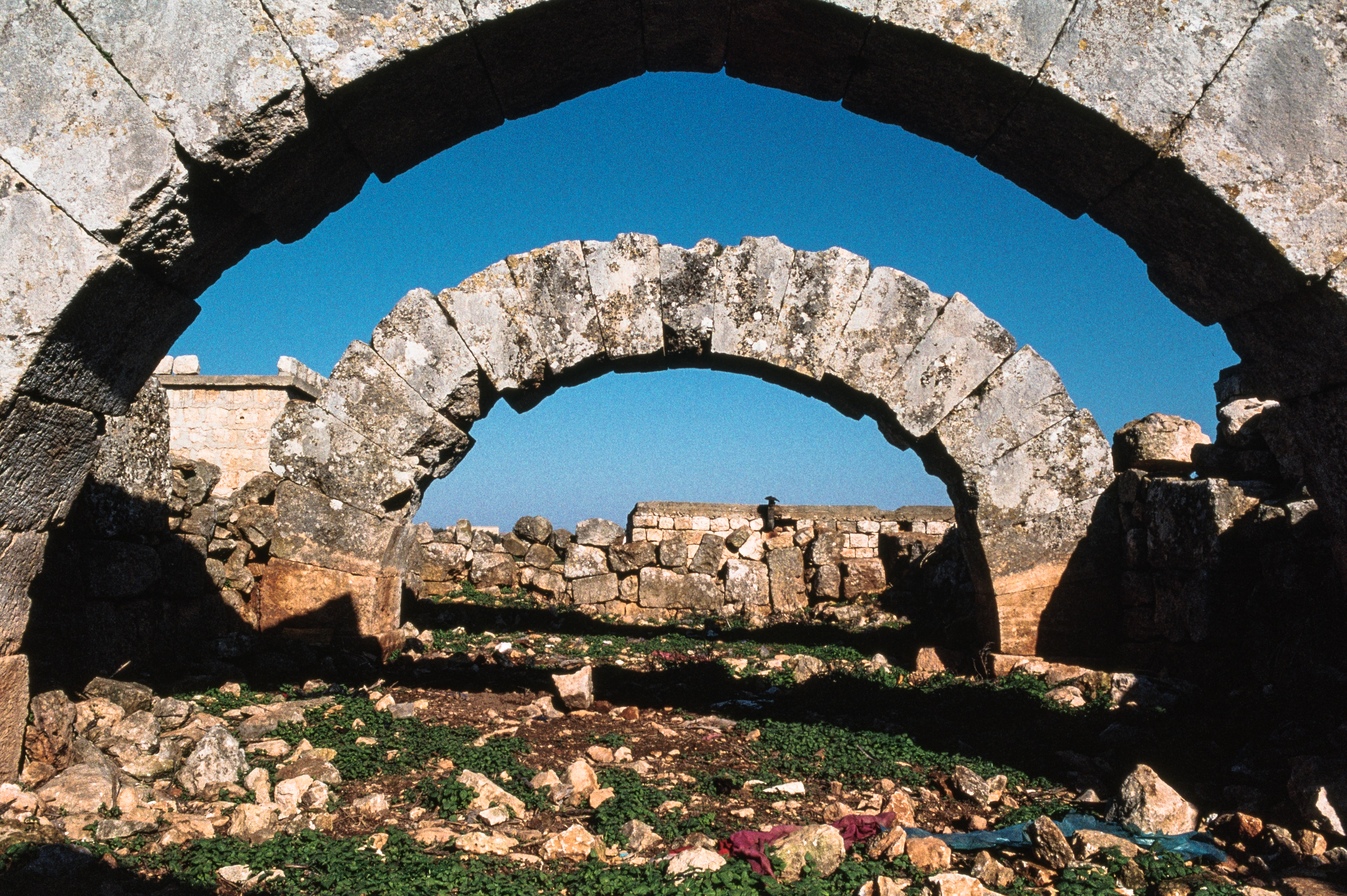
مسكن براد - سوريا - أقواس الطابق الأرضي

بعد اكتشاف ضريح مار مارون، قامت الحكومة السورية بشق طريق سريع يربط البلدة بمدينة حلب، أما سابقًا فإن الطريق الواصل هو طريق غير مسفلت، كذلك رصفت طريق حجري يصل بين ساحة القرية وكنيسة جوليانوس حيث الضريح؛ ولم يكن هناك مجلس بلدية في براد فقامت المحافظة بتعيين مجلس بلدية تماشيًا مع أهميتها المكتسبة، وكذلك أعلنت وزارة السياحة السورية عن سعيها لإدراج براد والمدن المنسية على لائحة مواقع التراث العالمي وهو ما تم فعليًا في 27 يناير 2011، ومنح بشار الأسد قطعة أرض بمساحة خمسة آلاف متر مربع، لأبرشية حلب لبناء كنيسة فيها، ولم يتم بناء الكنيسة بعد، وتتم الصلوات حاليًا في كنيسة مسبقة الصنع، يخدمها كاهن منتدب من حلب وراهب ناسك من دون دير. قدمت المحافظة لسكان براد منازل مسبقة الصنع، حيث كانت بعض العائلات تقيم في المنازل الأثرية ذاتها، والقرية لا يوجد بها مدرسة وإنما يتلقى الأولاد تعليمهم في القرى المجاورة، وهم يعتمدون على الزراعة وتربية الماشية وإن ظهرت مجموعة من المقاصف والمطاعم لتلبية احتياجات الزائرين والحجاج.

## الآثار

### كنيسة جوليانوس
مسماة على اسم «جوليانوس السوري» وهو المهندس الذي قام ببنائها على أنقاض هيكل وثني من القرن الثاني، استعمل في بنائها الكثير من الأعمدة الكورثنية المزخرفة ومن الحجارة المصقولة التي كانت للهيكل. لا تزال الكنيسة بحالة جيدة، وطولها 42 مترًا وعرضها 22 مترًا، وهي ذات ثلاث صحون يفصل بينها رواقات من الأعمدة، وهيكلها لا يزال شبه سليم، على جانبي الكنيسة يوجد غرفة دياكونيكون المستعملة للخدم الكنيسة وغرفة المارتيرون لإكرام الشهداء والقديسين وفق الطقوس المسيحية.
والكنيسة نعتها البعض باسم بازليك أو كاتدرائية كونها ثاني أكبر كنائس الشمال السوري من حيث الحجم والمساحة، وهي تحوي على صحن واسع يدعى البيما لا تزال معالمه واضحة، ولها عشر أبواب مما يدل على كثافة الداخلين إليها والخارجين منها، وقد تم بناؤها بين عامي 399 و402 حسب الكتابات الموجودة، وقد نقش بعض أسماء من ساهم في تشيييدها، الحائط الشمالي للكنيسة يحوي قوس نصر لا تزال سليمة حتى اليوم، ومن المعلومم أن أقواس النصر كانت تقام أمام مدفن الأبطال المنتصرين في الحروب عند الرومان للدلالة على التكريم الفائق للعادة، وأصبحت في المسيحية مخصصة لمداخل مدافن القديسين، ومنها ينفتح البناء على مدفن مار مارون.

### الكنيسة الصغيرة
بعد بضع سنوات، قرابة 410، أضيفت من الجهة الشمالية للكنيسة كنيسة صغرى مطابقة لها من حيث التصميم، لها مدخلان، وفي صدر الكنيسة يتفرع منها حنية مركزية استخدمت كمارتيرون مخصصة لحفظ ذخائر القديسين وفق عادات وطرق تكريمهم، ولا يزال القسم الشرقي من الكنيسة سليمًا بما في ذلك الحنية، أما بقية الجدران مهدم، وفي وسط الحنية عثر على ناووس حجري.
يقول جورج تشالنكو الذي زار المدن المنسية في العقد الثالث من القرن العشرين:
زيدت إلى كنيسة جوليانوس كابيلا تتصل بها عن طريق القوس الكبير، شكلها مربع طول ضعله 8,30 متر من كل جهة، ولها بابان يتصلان بالشارع، وإلى جهة الشرق يوجد الحنية داخل مربع وهو مبني بشكل متين، وبعض حجارته مأخوذة من بقايا الأعمدة للهيكل الوثني ويبلغ قطره 1,10 متر، وهذه الحنية المرتفعة على درجتين تتصل بالجدران بأعتاب مفصلة، ولم يكن في داخل المبنى دعائم، والفسيفساء الأرضية لا تزال كما كانت، أما الحنية فقد كانت مقفلة بحاجز لا تزال الثقوب موجودة في جوانب جدرانه وأعمدته.
ويقول المؤرخ بتلر:
إن هذا المعبد الصغير المثير للاهتمام، كان معبدًا تذكاريًا أو معبدًا مدفنًا لراهب مشهور بني بين عامي 407 و420.
أخيرًا فإن أحد أعضاء بعثة التنقيب وهو أنيانسو بانيا يقول في تقريره إلى مطران حلب للموارنة:

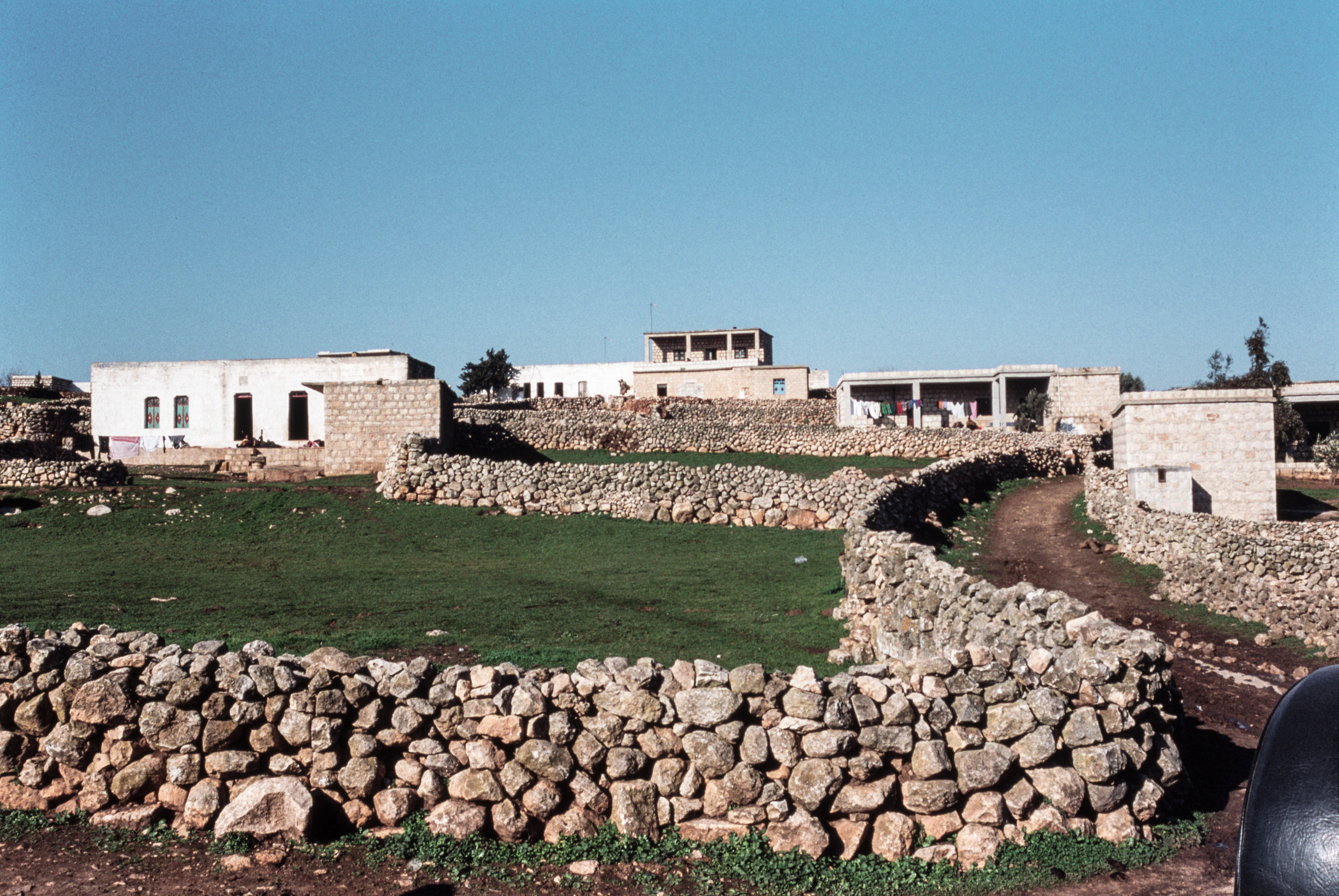
صورة شاملة لموقع أثري في براد

بالارتكاز إلى نص ثيودوريطس وعلى المعطيات الأثرية، وعلى توافق التواريخ، لا يمكن أن يكون الراهب المشهور المدفون في الكنيسة إلا مار مارون بالذات.

### الآثار الأخرى
هناك عدد من الأضرحة والصرق وقساطل جر المياه والحمامات المكتشفة في براد ومحيطها، لا تزال البعثات الأثرية وعمليات التنقيب والكشف، تعمل فيها.